# L標誌
L标志（日语：エルマーク）是由一般社团法人日本唱片协会的会员唱片公司及影像制作公司所提供内容的注册标志。取自“授权”英文的首字母。

## 标志概要
L标志是显示在视频网站音乐视频播放页面和数字音乐发行平台购买页面及这类网站首页上所显示的一个标志，代表它们已就相关授权通过日本唱片协会与其旗下唱片公司及视频制作公司达成了协议。L标志通常会在视频最终播放页及数字音乐购买和下载确认页上显示一组由“RIAJ+8位数字”形式的编号来表示其注册编号。